# Theodore Racing
La Theodore Racing è stata una scuderia automobilistica, con base a Hong Kong, che ha corso anche in Formula 1, tra il 1977 e il 1983. Venne fondata da Theodore "Teddy" Yip, imprenditore olandese, nato in Indonesia, che aveva costruito la propria fortuna a Macao.
Il nome è rientrato nel motorsport dal 2013, legandosi alla scuderia italiana Prema Racing, per la partecipazione al Gran Premio di Macao di Formula 3.

## La storia

### Gli inizi
Teddy Yip entrò nel motorsport, partecipando, e vincendo, diverse edizioni del Gran Premio di Macao, sostenendo Vern Schuppan, pilota australiano, poi impegnato anche in Formula 5000, nel Regno Unito. Da questa esperienza iniziò la sua collaborazione con Sid Taylor, poi manager della Theodore. Successivamente Yip sostenne anche Ronnie Peterson e Hans-Joachim Stuck (entrambi su March) nel GP degli Usa Est 1976, che fu così il primo GP in cui il nome della Theodore apparve su una vettura di F1; e Alan Jones nel GP del Giappone 1976. La scuderia partecipò anche alla 500 Miglia di Indianapolis, e alla F5000, negli Stati Uniti.

### Formula 1

#### 1977: l'esordio in F1
L'esordio della scuderia, nel Campionato mondiale di Formula 1, avvenne nel 1977, quando venne iscritta una vettura per Patrick Tambay; il pilota francese ebbe a disposizione un'Ensign. La prima gara fu il Gran Premio di Gran Bretagna. Qualificato al sedicesimo posto in griglia, si ritirò dopo tre giri, per problemi elettrici. Nella gara seguente, il Gran Premio di Germania, il francese giunse sesto, ottenendo il primo suo punto nel mondiale. Utilizzando una Ensign, il punto iridato venne attribuito a quel costruttore. Prima della gara la scuderia offrì a Patrick Tambay un nuovo contratto. Il contratto però, redatto in ideogrammi cinesi, venne rifiutato da Tambay. In risposta al rifiuto il team minacciò di non far partire il francese per la gara. Solo l'intervento di Bernie Ecclestone consentì al francese di partire regolarmente.
Nel corso della stagione Tambay ottenne anche due quinti posti, nel Gran Premio d'Olanda e nel Gran Premio del Canada.

#### 1978: la prima monoposto Theodore

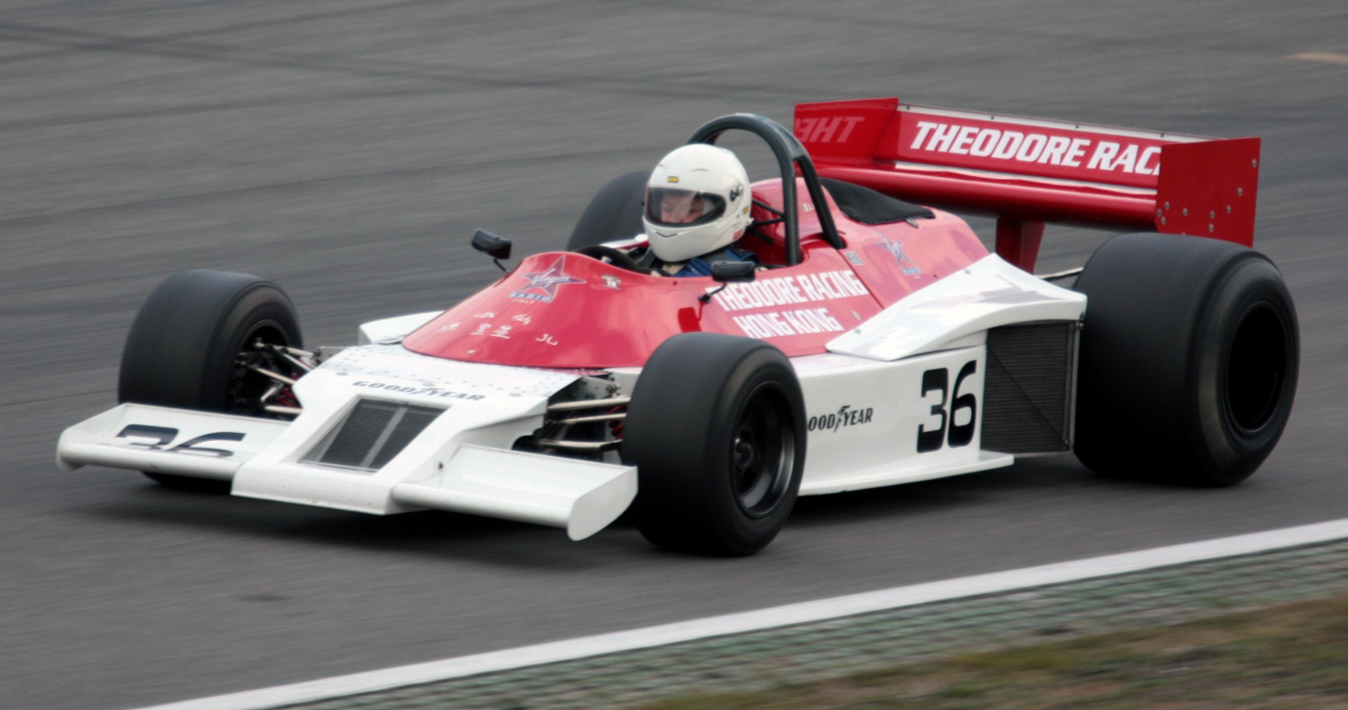
Una Theodore TR1

Nel 1978 Yip decise di trasformare la scuderia in costruttore e commissionò a Ron Tauranac, della Ralt, una nuova vettura a motore Ford Cosworth DFV, come già ipotizzato per il 1977. Il pilota non fu più Tambay, ma lo statunitense Eddie Cheever, all'esordio nel mondiale di F1, che aveva lasciato la Ferrari. Dal Gp del Sudafrica fu il turno di Keke Rosberg, pilota finlandese, anch'egli all'esordio nel circus. Questa fu anche l'unica gara in cui la vettura riuscì nell'intento di qualificarsi per la gara. Due settimane dopo, in compenso, il finlandese vinse il BRDC International Trophy di Silverstone, gara non valida per il mondiale.
Prima del GP di Svezia la scuderia abbandonò, almeno temporaneamente il mondiale, vista la scarsa competitività della propria monoposto. Si prospettò l'ipotesi che la Theodore potesse proseguire il suo impegno nel campionato acquistando una Arrows, oppure ripiegando sull'utilizzo di una McLaren M23.
Il progetto dell'utilizzo della propria monoposto perciò non proseguì; dal Gran Premio di Germania il team rientrò nel campionato, ma utilizzando una Wolf WR3. Per la prima volta, due vetture della casa canadese affrontavano una stessa gara di campionato. La Theodore Racing poi non prese parte alla trasferta nordamericana della F1.

#### 1979: Theodore sponsor
Per il 1979 la scuderia non partecipò al campionato mondiale di F1, ma si limitò a fornire la sponsorizzazione alla Ensign.

#### 1980: l'acquisto della Shadow
Poco prima del Gran Premio del Belgio 1980 Teddy Yip decise di acquistare la Shadow, e di fonderla con la sua scuderia. La Shadow-Theodore, a causa dei risultati deludenti, decise di abbandonare definitivamente il mondiale di F1 prima del Gran Premio di Gran Bretagna.

#### 1981-1982: il rientro come costruttore
Nel 1981 la Theodore tornò a costruire le proprie vetture; il pilota fu nuovamente Patrick Tambay, che aveva iniziato la sua carriera in F1 con la scuderia di Yip. Nella prima gara della stagione, il Gp di Long Beach, grazie anche a innumerevoli ritiri, Tambay conquistò il primo punto iridato per la scuderia, in veste di costruttore diretto. Al Gran Premio del Belgio il team rischiò di non essere ammesso: i 32 iscritti rendevano necessarie le prequalifiche. Dieci vetture avrebbero dovuto sostenere tale sessione, che avrebbe previsto la eliminazione degli ultimi due tempi: le due Osella, le due ATS, le due Toleman, le due March, e le uniche Ensign e, appunto, la Theodore Racing. L'assenza però di un'Osella, quella affidata all'infortunato Miguel Ángel Guerra ridusse il numero di iscritti a 31, solo un'unità in più di quanto ammesso alle qualifiche. Per tale ragione si decise di escludere la Theodore, unica scuderia né iscritta al gran premio da parte della FISA, né facente parte della FOCA, l'associazione dei costruttori. La scuderia di Hong Kong però aveva già marcato un punto iridato, per cui si decise di ammetterla alle prove, senza tenere prequalifiche. Successivamente l'Osella decise di sostituire l'infortunato Guerra con Giorgio Francia; la FISA però negò la Superlicenza al pilota milanese; la scuderia piemontese lo sostituì con l'esordiente Piercarlo Ghinzani, pilota con una certa esperienza nel Campionato del Mondo Sport Prototipi.
Ciò avrebbe riproposto 32 vetture pronte alle qualifiche, due oltre il tetto massimo previsto dal regolamento: all'ATS si decise di sostituire Jan Lammers con Manfred Winkelhock, quest'ultimo impegnato, però, durante il weekend, in un'altra gara. Il numero 9 passò così a Slim Borgudd, l'altro conduttore dell'ATS, che rimase così con una sola vettura. Venne esclusa nuovamente la monoposto di Patrick Tambay, vista anche l'opposizione di Ferrari e Osella. L'Osella chiese anche l'esclusione della scuderia di Yip, fino al termine del campionato. Solo il forfait di una Toleman, al sabato, portò a 29 il numero di vetture impegnate nelle prove, e consentì alla Theodore di schierare Patrick Tambay, quale trentesima monoposto presente. Ciò anche grazie all'interessamento di Jacques Laffite, amico di Tambay, che coinvolse anche Jody Scheckter, capo della Grand Prix Drivers' Association. Nel seguente Gp di Monaco Tambay colse il settimo posto, ma a 4 giri dal vincitore.
Dal GP di Francia Tambay venne sostituito da Marc Surer, che a sua volta, aveva disputato i primi sette gran premi stagionali con la Ensign. Lo svizzero ottenne, quale risultato di rilievo, solo l'ottavo posto nel GP d'Olanda, dove fu a lungo in zona punti.
L'anno seguente la vettura venne affidata all'irlandese Derek Daly. Dal Gran Premio del Belgio, la Williams rimpiazzò Mario Andretti (impegnato nelle corse nordamericane) con Derek Daly, che lasciava così la Theodore all'olandese  Jan Lammers. Nelle prove del Gp di Detroit Lammers s'infortunò al polso, sbattendo contro le barriere; non prese così parte al resto del weekend e non fu in grado di prendere parte nemmeno al Gp del Canada. Inizialmente venne prospettato l'ingaggio di Jacques Villeneuve Sr., fratello di Gilles. Successivamente la scuderia optò per il più esperto Geoff Lees, già iscritto dalla Theodore al Gran Premio di Gran Bretagna 1981, gara a cui poi non prese parte. Lammers rientrò nella gara seguente, ma dal Gp di Germania venne sostituito dall'esordiente Tommy Byrne, pilota irlandese che stava competendo nella F3 inglese. La stagione si concluse con zero punti.

#### 1983: la "fusione" con la Ensign
All'inizio del 1983 vi fu una sorta di fusione con la Ensign; la Ensign N181 venne ridenominata Ensign-Theodore ET183, adattandola ai nuovi regolamenti. La Theodore confermò uno dei piloti della Ensign, Roberto Guerrero, e fece esordire nel mondiale Johnny Cecotto. Il venezuelano, vicecampione europeo di Formula 2, era stato vicino all'impiego, nel 1982, da parte della Fittipaldi e dell'Osella. Proveniva dal motociclismo, ove aveva vinto il motomondiale nel 1975, nella classe 350.
Nel Gran Premio di Long Beach Cecotto giunse sesto, pur penalizzato da un problema al cambio. Cecotto fu il primo venezuelano a giungere a punti in una gara iridata.

### Indy Car
A partire dal 1983, la Theodore, sempre con una vettura basata sulla Ensign del 1982, si dedicò anche al campionato americano della CART. Dopo qualche apparizione di un team privato (United Breweries) con Jim Crawford, nel 1983, anche il team ufficiale si schierò ufficialmente nel 1984 con due vetture MN021. La vettura si rivelò inadatta alla categoria e, malgrado piloti come Bruno Giacomelli, Tom Sneva e Kevin Cogan non ottenne risultati. Il team venne sciolto, quando Morriss Nunn, il direttore tecnico e in precedenza manager della Ensign, lasciò il team per passare al Target Chip Ganassi Racing. L'ultima apparizione fu nel 1985 a Portland.

### Formula 3
Nel 2013 il nome Theodore Racing rivive, associato alla scuderia italiana Prema, per la partecipazione al Gran Premio di Macao. In occasione del trentesimo anniversario della vittoria di Ayrton Senna in questa gara, proprio con la scuderia di Yip, le due vetture italiane sono dipinte coi colori storici della scuderia di Hong Kong.

## Principali piloti
- Roberto Guerrero (1983): 14 GP
- Johnny Cecotto (1983): 13 GP
- Marc Surer (1981): 8 GP
- Patrick Tambay (1981): 7 GP
- Jan Lammers (1978): 6 GP
- Keke Rosberg (1978): 5 GP

## Risultati in F1
| Anno | Vettura      | Motore            | Gomme | Piloti         |  |  |  |  |  |  |  |  |  |     |   |     |   |     |    |   |     |  |  |  |  |  |  |  | Punti | Pos. |
| ---- | ------------ | ----------------- | ----- | -------------- |  |  |  |  |  |  |  |  |  | --- | - | --- | - | --- | -- | - | --- |  |  |  |  |  |  |  | ----- | ---- |
| 1977 | Ensign MN177 | Ford-Cosworth DFV | G     | Patrick Tambay |  |  |  |  |  |  |  |  |  | Rit | 6 | Rit | 5 | Rit | NQ | 5 | Rit |  |  |  |  |  |  |  | -     | -    |

| Anno | Vettura                  | Motore            | Gomme | Piloti        |    |    |     |     |    |    |     |  |  |  |    |    |     |     |  |  |  |  |  |  |  |  |  |  | Punti | Pos. |
| ---- | ------------------------ | ----------------- | ----- | ------------- | -- | -- | --- | --- | -- | -- | --- |  |  |  | -- | -- | --- | --- |  |  |  |  |  |  |  |  |  |  | ----- | ---- |
| 1978 | TR1, Wolf WR3 e Wolf WR4 | Ford-Cosworth DFV | G     | Eddie Cheever | NQ | NQ |     |     |    |    |     |  |  |  |    |    |     |     |  |  |  |  |  |  |  |  |  |  | 0     | -    |
| 1978 | TR1, Wolf WR3 e Wolf WR4 | Ford-Cosworth DFV | G     | Keke Rosberg  |    |    | Rit | NPQ | NQ | NQ | NPQ |  |  |  | 10 | NC | Rit | NPQ |  |  |  |  |  |  |  |  |  |  | 0     | -    |

| Anno | Vettura | Motore       | Gomme                  | Piloti         |   |    |     |    |    |   |    |    |    |    |     |   |    |   |     |  |  |  |  |  |  |  |  |  | Punti | Pos. |
| ---- | ------- | ------------ | ---------------------- | -------------- | - | -- | --- | -- | -- | - | -- | -- | -- | -- | --- | - | -- | - | --- |  |  |  |  |  |  |  |  |  | ----- | ---- |
| 1981 | TY01    | Cosworth DFV | Michelin e Avon rubber | Patrick Tambay | 6 | 10 | Rit | 11 | NQ | 7 | 13 |    |    |    |     |   |    |   |     |  |  |  |  |  |  |  |  |  | 1     | 12º  |
| 1981 | TY01    | Cosworth DFV | Michelin e Avon rubber | Marc Surer     |   |    |     |    |    |   |    | 12 | 11 | 14 | Rit | 8 | NQ | 9 | Rit |  |  |  |  |  |  |  |  |  | 1     | 12º  |

| Anno | Vettura     | Motore       | Gomme | Piloti      |    |     |     |  |    |    |    |     |     |    |    |    |     |    |    |     |  |  |  |  |  |  |  |  | Punti | Pos. |
| ---- | ----------- | ------------ | ----- | ----------- | -- | --- | --- |  | -- | -- | -- | --- | --- | -- | -- | -- | --- | -- | -- | --- |  |  |  |  |  |  |  |  | ----- | ---- |
| 1982 | TY01 e TY02 | Cosworth DFV | G     | Derek Daly  | 14 | Rit | Rit |  |    |    |    |     |     |    |    |    |     |    |    |     |  |  |  |  |  |  |  |  | 0     | -    |
| 1982 | TY01 e TY02 | Cosworth DFV | G     | Jan Lammers |    |     |     |  | NQ | NQ | NQ |     | Rit | NQ | NQ |    |     |    |    |     |  |  |  |  |  |  |  |  | 0     | -    |
| 1982 | TY01 e TY02 | Cosworth DFV | G     | Geoff Lees  |    |     |     |  |    |    |    | Rit |     |    |    |    |     |    |    |     |  |  |  |  |  |  |  |  | 0     | -    |
| 1982 | TY01 e TY02 | Cosworth DFV | G     | Tommy Byrne |    |     |     |  |    |    |    |     |     |    |    | NQ | Rit | NQ | NQ | Rit |  |  |  |  |  |  |  |  | 0     | -    |

| Anno | Vettura | Motore            | Gomme | Piloti           |    |     |     |     |     |     |     |     |    |     |     |    |    |    |  |  |  |  |  |  |  |  |  |  | Punti | Pos. |
| ---- | ------- | ----------------- | ----- | ---------------- | -- | --- | --- | --- | --- | --- | --- | --- | -- | --- | --- | -- | -- | -- |  |  |  |  |  |  |  |  |  |  | ----- | ---- |
| 1983 | MN183   | Ford-Cosworth DFV | G     | Roberto Guerrero | NC | Rit | Rit | Rit | NPQ | Rit | NC  | Rit | 16 | Rit | Rit | 12 | 13 | 12 |  |  |  |  |  |  |  |  |  |  | 1     | 12º  |
| 1983 | MN183   | Ford-Cosworth DFV | G     | Johnny Cecotto   | 14 | 6   | 11  | Rit | NPQ | 10  | Rit | Rit | NQ | 11  | NQ  | NQ | 12 |    |  |  |  |  |  |  |  |  |  |  | 1     | 12º  |